# دانجو دای
دانجو دای (به ژاپنی: 弾正台 だんじょうだい、彈正臺)، یکی از مقام‌های دولتی است که بر اساس سیستم دایجوکان تحت سیستم ریتسوریو ایجاد شده است که وظایف اصلی آن شامل بازرسی و حفظ نظم عمومی است و یک سازمان بازرسی و نیروی انتظامی تحت سیستم ریتسوریو است که در دوران باستان وجود داشته است. یک شغل دولتی بود که وظیفه داشت تا نظم و انضباط همه مقام‌های دولتی به جز وزیران ارشد را پاکسازی کند و تخلفات را افشا کند.
معاون دانجو دای «دانجو نو سوکه» (弾正の弼 だんじょうのすけ) نامیده می‌شود.